# 姊小路賴綱
姊小路賴綱（1540年—1587年、天文9年─天正15年），是戰國時代、安土桃山時代的武將、大名。姊小路良賴之長男。妻是齋藤道三之女。別名三木自綱（みつぎよりつな）、光賴、自賴。飛驒姊小路氏之當主。左衛門佐、侍從、太宰大弐、左京大夫、大和守、大納言（自稱）。

## 生平
原為飛驒守護京極氏的一族三木氏，戰國時代守護的支配勢力衰弱後，祖父三木直賴以益田郡為據點向飛驒國南部拓展勢力。賴綱元服後名為三木自綱。
永祿2年（1559年）10月，自綱被朝廷認可為姊小路一族，永祿3年（1560年）良賴敘任從四位下、自綱敘任從五位下左衛門佐，自此正式繼承古川姊小路家。永祿5年（1562年）2月良賴敘任從三位，幾經周旋努力後，拜領關白近衛前嗣偏諱一字，改名為姊小路嗣賴，自綱亦改名為姊小路賴綱。同年12月，嗣賴自稱中納言，另賴綱於永祿6年（1563年）3月敘任侍從職務。
自齋藤氏奪得美濃國的織田信長於永祿11年（1568年）上洛，元龜元年（1570年）2月，姊小路嗣賴接到上洛的命令。因父親病重，因此由賴綱替代父親上洛，4月於小御所拜謁正親町天皇並獲贈御禮。自此開始與信長有所接觸，元龜3年（1572年）應上杉謙信的邀請出兵越中國，以上杉氏從屬的姿態進攻一向一揆。越中出兵後嗣賴病亡，由賴綱繼任家督。天正3年（1575年）再度上洛並獻馬予信長。天正6年（1578年）謙信亡故，自此開始接近織田方。
天正7年（1579年），居城自櫻洞城移往飛驒松倉城，致力於統一飛驒國。但因為懷疑長男姊小路信綱謀反而將長男殺害。賴綱治理國政採武斷政治，協助信長部將佐佐成政征伐上杉氏，並鎮壓親上杉派的國人眾。但與織田政權的關係並不穩固，天正9年（1581年）冬，與織田方斷交，並將斷交消息通知上杉氏家老直江兼續。
天正10年（1582年）信長於本能寺之變亡故，宿敵飛驒北部吉城郡的江馬輝盛趁勢入侵（八日町之戰），但被賴綱擊退，江馬輝盛陣亡。賴綱並謀殺親弟弟鍋山顯綱及盟友廣瀨宗域，把廣瀨氏的城池併吞，於1583年頃正式統一飛驒全境，構築出姊小路氏的全盛時期。自此後將家督的居城松倉城讓予次子秀綱，自己移居北方的高堂城。
但之後由於柴田勝家、佐佐成政聯軍與羽柴秀吉戰鬥失利（賤岳之戰、富山之役），秀吉派柴田勝家的舊臣金森長近率軍進攻飛驒，並以廣瀨宗域、江馬輝盛的兒子廣瀨宗直及江馬時政為先導役，進攻高堂城，賴綱不敵而投降，姊小路氏自此完全滅亡，秀綱一族多數被殺，賴綱被命令在京都幽閉，於天正15年（1587年）亡故。
末子三木近綱仕於德川氏，成為500石的旗本。